# Makiko Saito
Makiko Saito (斉藤満喜子 Saito Makiko). Es una cantante y ex idol japonesa, activa en la década de los 80. Nació el 19 de septiembre de 1970, en la prefectura de Hiroshima, Japón. Fue parte del grupo idol Onyanko Club, era la miembro número 42. Al haber contraído nupcias adoptó el nombre de Makiko Hibi (日比満喜子 Hibi Makiko).

## Biografía
Makiko realizó su audición en el concurso de tv: "Miss Seventeen", ganándolo. Posteriormente en 1986, debutaría con Onyanko Club como la miembro número 42. En 1987, formó un subgrupo junto a Akiko Ikuina y Shizuka Kudo llamado: Ushirogami Hikaretai (1987 - 1988) sucediendo así, a: Ushiroyubi Sasaregumi.
Cuando este se disolvió, comenzó una carrera como solista con su single debut: "Yaritai Houdai" en julio de 1988. Sin embargo a pesar de que el mismo se convirtió en un éxito, su segundo sencillo no obtuvo las ventas deseadas. Tras este hecho, se retiró del mundo del espectáculo a principios de la década de 1990.

## Vida personal
Saito contrajo nupcias con un empresario en 2000. En los años posteriores dio a luz a dos niños.

## Discografía

### Best álbum
- [2007.08.17]  "Saito Makiko" SINGLES Complete

### Singles
- [07/21/1988] Yaritai Houdai
- [07/11/1990] Origami no Maka no Baby-Face